# California Dreams Tour
California Dreams Tour 또는 The California Dreams Tour는 미국의 가수 케이티 페리의 두 번째 콘서트 투어이다. 이 투어는 페리의 세 번째 정규 앨범 Teenage Dream을 홍보하는 투어이다. 투어는 2011년 2월부터 시작했는데, 유럽, 오스트레일리아, 아시아, 북아메리카, 남아메리카를 순회했다. 투어는 2011년 동안 5,950만 달러를 벌어들여 《폴스타》의 "2011년 세계 투어 탑 25" 순위 중 16위에 올랐다. 2011년 《빌보드》가 선정한 "최고의 투어 25" 순위에서는 124회의 공연을 통해 6,000만 달러를 벌어들여 13위에 선정되었다. 제38회 피플스 초이스 어워드에서는 가장 좋아하는 투어 헤드라이너상을 받았다.

## 오프닝 게스트
| - DJ Skeet Skeet - 엘르 (United Kingdom & Ireland—Leg 1) - New Young Pony Club (Continental Europe) - Zowie (Australasia) | - 자넬 모네 (North America—Leg 1, select dates) - 마리나 앤 더 다이아몬즈 (North America—Leg 1, select dates) - 나탈리아 킬스 (North America—Leg 1, select dates) | - 로빈 (North America—Leg 1, select dates) - 라이 라이 (Columbia, Boston, Portland, Los Angeles, Uniondale) - Oh Land (United Kingdom & Ireland—Leg 2) (North America—Leg 2, select dates) - 엘리 굴딩 (North America—Leg 2, select dates) |

## 세트리스트
1. "Teenage Dream"

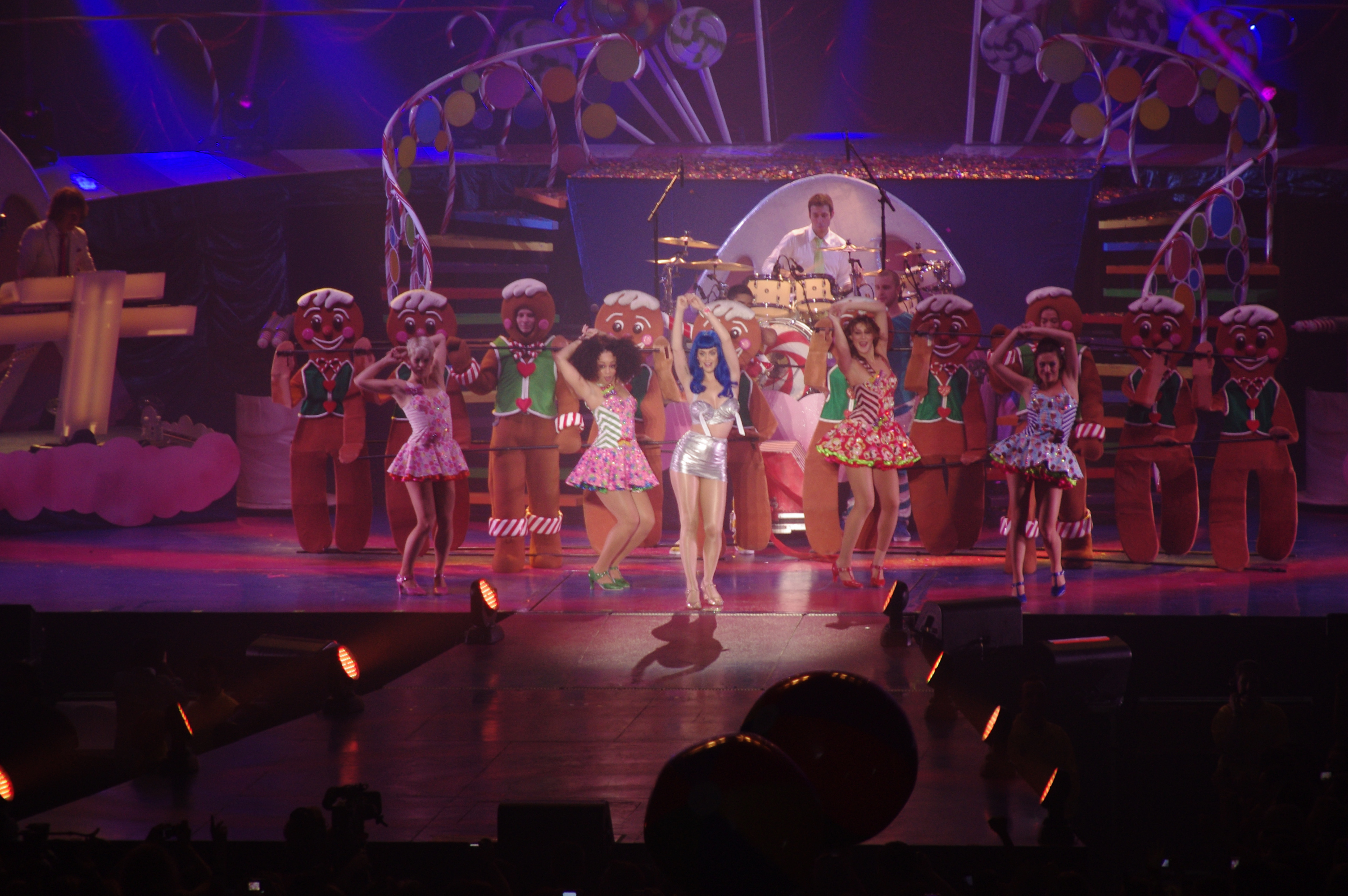
영국 노팅험에서 공연중인 페리

2. "Hummingbird Heartbeat"
3. "One of the Boys"
4. "Waking Up in Vegas"
5. "Ur So Gay"
6. "Peacock"
7. "I Kissed a Girl"
8. "Circle the Drain"
9. "E.T."
10. "Who Am I Living For?"
11. "Pearl"
12. "Not Like the Movies"
13. "The One That Got Away"
14. "Only Girl (In the World)" / Big Pimpin'" / "Whip My Hair"
15. "Thinking of You"
16. "Last Friday Night (T.G.I.F.)"
17. "I Wanna Dance with Somebody (Who Loves Me)"
18. "Firework"

앵콜
1. "Hot n Cold"
2. "California Gurls"

1. "Teenage Dream"
2. "Hummingbird Heartbeat"
3. "Waking Up in Vegas"
4. "Ur So Gay"
5. "Peacock"
6. "I Kissed a Girl"
7. "Circle the Drain"
8. "E.T."
9. "Who Am I Living For?"
10. "Pearl"
11. "Not Like the Movies"
12. "The One That Got Away"
13. "Only Girl (In the World)" / "Big Pimpin'" /"Born This Way" (Paris Only)/ "Whip My Hair"
14. "Thinking of You"
15. "Hot'n'Cold"
16. "Last Friday Night (T.G.I.F.)"
17. "I Wanna Dance with Somebody (Who Loves Me)"
18. "Firework"

앵콜
1. "California Gurls"

1. "Teenage Dream"
2. "Hummingbird Heartbeat"
3. "Waking Up in Vegas"
4. "Ur So Gay"
5. "Peacock"
6. "I Kissed a Girl"
7. "Circle the Drain"
8. "E.T."
9. "Who Am I Living For?"
10. "Pearl"
11. "Not Like the Movies"
12. "The One That Got Away"
13. "Only Girl (In the World)" / "Big Pimpin'" /"Friday" (Melbourne Second Show and Newcastle Show Only)/ "Whip My Hair"
14. "Thinking of You"
15. "Hot'n'Cold"
16. "Last Friday Night (T.G.I.F.)"
17. "I Wanna Dance with Somebody (Who Loves Me)"
18. "Firework"

앵콜
1. "California Gurls"

1. "Teenage Dream"
2. "Hummingbird Heartbeat"
3. "Waking Up in Vegas"
4. "Ur So Gay"
5. "Peacock"
6. "I Kissed a Girl"
7. "Circle the Drain"
8. "E.T."
9. "Who Am I Living For?"
10. "Pearl"
11. "Not Like the Movies"
12. "The One That Got Away"
13. "Only Girl (In the World)" / "Big Pimpin'" / "Whip My Hair"
14. "Thinking of You"
15. "Hot'n'Cold"
16. "Last Friday Night (T.G.I.F.)"
17. "I Wanna Dance with Somebody (Who Loves Me)"
18. "Firework"

앵콜
1. "California Gurls"

1. "Teenage Dream"
2. "Hummingbird Heartbeat"
3. "Waking Up in Vegas"
4. "Ur So Gay"
5. "Peacock"
6. "I Kissed a Girl"
7. "Circle the Drain"
8. "E.T."
9. "Who Am I Living For?"
10. "Pearl"
11. "Not Like the Movies"
12. "The One That Got Away"
13. "Only Girl (In the World)" / "Big Pimpin'" /"Black and Yellow"(Petersen Events Centre Only) / "Friday" (Brant Centre, Marcus Amphitheatre, TD Garden, Air Canada Centre, Petersen Events Centre and 1st Bank Centre Only) / "Whip My Hair"
14. "Thinking of You"
15. "Hot'n'Cold"
16. "Last Friday Night (T.G.I.F.)"
17. "I Wanna Dance with Somebody (Who Loves Me)"
18. "Firework"

앵콜
1. "California Gurls"

1. "Teenage Dream"
2. "Hummingbird Heartbeat"
3. "Waking Up in Vegas"
4. "Ur So Gay"
5. "Peacock"
6. "I Kissed a Girl"
7. "Circle the Drain"
8. "E.T."
9. "Who Am I Living For?"
10. "Pearl"
11. "Not Like the Movies"
12. "The One That Got Away"
13. "Only Girl (In the World)" / "Big Pimpin'" / "Someone like You (Moterpoint Arena Only) / "Whip My Hair"
14. "Thinking of You"
15. "Hot'n'Cold"
16. "Last Friday Night (T.G.I.F.)"
17. "I Wanna Dance with Somebody (Who Loves Me)"
18. "Firework"

앵콜
1. "California Gurls"

1. "Teenage Dream"
2. "Hummingbird Heartbeat"
3. "Waking Up in Vegas"
4. "Ur So Gay"
5. "Peacock"
6. "I Kissed a Girl"
7. "Circle the Drain"
8. "E.T."
9. "Who Am I Living For?" (Except at SM Mall of Asia Grounds)
10. "Pearl" (Except at SM Mall of Asia Grounds)
11. "Not Like the Movies"
12. "The One That Got Away"
13. "Only Girl (In the World)" / "Big Pimpin'" / "Whip My Hair"
14. "Thinking of You" (Except at SM Mall of Asia Grounds)
15. "Hot'n'Cold"
16. "Last Friday Night (T.G.I.F.)"
17. "I Wanna Dance with Somebody (Who Loves Me)"
18. "Firework"

앵콜
1. "California Gurls"

출처:

## 투어 일정
| 일정             | 도시             | 국가           | 장소                                      |
| 유럽             | 유럽             | 유럽           | 유럽                                      |
| ---------------- | ---------------- | -------------- | ----------------------------------------- |
| 2011년 2월 20일  | 리스본           | 포르투갈       | Campo Pequeno                             |
| 2011년 2월 23일  | 밀라노           | 이탈리아       | Mediolanum Forum                          |
| 2011년 2월 25일  | 취리히           | 스위스         | Hallenstadion                             |
| 2011년 2월 26일  | 뮌헨             | 독일           | Zenith Munich                             |
| 2011년 2월 27일  | 비엔나           | 오스트리아     | Wiener Stadthalle                         |
| 2011년 3월 4일   | 베를린           | 독일           | Max-Schmeling-Halle                       |
| 2011년 3월 6일   | 푸랑크프루트     | 독일           | Jahrhunderthalle Frankfurt                |
| 2011년 3월 7일   | 파리             | 프랑스         | Zénith de Paris                           |
| 2011년 3월 8일   | 파리             | 프랑스         | Zénith de Paris                           |
| 2011년 3월 10일  | 브뤼셀           | 벨기에         | 포레스트 네셔널                           |
| 2011년 3월 11일  | 쾰른             | 독일           | Palladium Köln                            |
| 2011년 3월 14일  | 함부르크         | 독일           | Alsterdorfer Sporthalle                   |
| 2011년 3월 15일  | 암스테르담       | 네덜란드       | Heineken Music Hall                       |
| 2011년 3월 17일  | 런던             | 영국           | HMV Hammersmith Apollo                    |
| 2011년 3월 18일  | 런던             | 영국           | HMV Hammersmith Apollo                    |
| 2011년 3월 19일  | 런던             | 영국           | HMV Hammersmith Apollo                    |
| 2011년 3월 21일  | 맨체스터         | 영국           | 맨체스터 아폴로                           |
| 2011년 3월 22일  | 맨체스터         | 영국           | 맨체스터 아폴로                           |
| 2011년 3월 27일  | 리버풀           | 영국           | 에코 아레나 리버풀                        |
| 2011년 3월 28일  | 더블린           | 아일랜드       | 더 O2                                     |
| 2011년 3월 30일  | 노팅엄           | 영국           | Capital FM Arena Nottingham               |
| 2011년 3월 31일  | 본머스           | 영국           | Windsor Hall                              |
| 2011년 4월 1일   | 카디프           | 영국           | 모토르포인트 아레나 카디프                |
| 2011년 4월 3일   | 뉴캐슬           | 영국           | 메트로 라디오 아레나                      |
| 2011년 4월 4일   | 버밍엄           | 영국           | LG 아레나                                 |
| 2011년 4월 5일   | 글래스고         | 영국           | Scottish Exhibition and Conference Centre |
| 2011년 4월 9일   | 런던             | 영국           | 윔블리 아레나                             |
| 오스트레일리아   |                  |                |                                           |
| 2011년 4월 82일  | 멜버른           | 오스트레일리아 | 로아드 레버 아레나                        |
| 2011년 4월 29일  | 멜버른           | 오스트레일리아 | 로아드 레버 아레나                        |
| 2011년 5월 2일   | 애들레이드       | 오스트레일리아 | 애들레이드 엔터테인먼트 센터              |
| 2011년 5월 4일   | 시드니           | 오스트레일리아 | 시드니 엔터테인먼트 센터                  |
| 2011년 5월 5일   | 브리스번         | 오스트레일리아 | 브리스번 엔터테인먼트 센터                |
| 2011년 5월 7일   | 오클랜드         | 뉴질랜드       | 벡터 아레나                               |
| 2011년 5월 8일   | 오클랜드         | 뉴질랜드       | 벡터 아레나                               |
| 2011년 5월 10일  | 웰링턴           | 뉴질랜드       | TSB 뱅크 아레나                           |
| 2011년 5월 13일  | 뉴캐슬           | 오스트레일리아 | 뉴캐슬 엔터테인먼트 아레나                |
| 2011년 5월 14일  | 시드니           | 오스트레일리아 | 시드니 엔터테인먼트 아레나                |
| 2011년 5월 15일  | 브리스번         | 오스트레일리아 | 브리스번 엔터테인먼트 아레나              |
| 아시아           |                  |                |                                           |
| 201년 5월 22일   | 나고야시         | 일본           | Zepp 나고야                               |
| 2011년 5월 23일  | 동경             | 일본           | Studio Coast                              |
| 2011년 5월 24일  | 동경             | 일본           | Studio Coast                              |
| 2011년 5월 26일  | 대판             | 일본           | Zepp 오사카                               |
| 북아메리카       |                  |                |                                           |
| 2011년 6월 7일   | 댈러스           | 미국           | Arena at Gwinnett Center                  |
| 2011년 6월 9일   | 올랜도           | 미국           | UCF 아레나                                |
| 2011년 6월 10일  | 템파             | 미국           | St. Pete Times Forum                      |
| 2011년 6월 11일  | 선라이즈         | 미국           | BankAtlantic Center                       |
| 2011년 6월 14일  | 롤리             | 미국           | RBC 센터                                  |
| 2011년 6월 15일  | 컬럼비아         | 미국           | Merriweather Post Pavilion                |
| 2011년 6월 17일  | 유니언데일       | 미국           | Nassau Veterans Memorial Coliseum         |
| 2011년 6얼 18일  | 보스턴           | 미국           | TD 가든                                   |
| 2011년 6월 19일  | 뉴어크           | 미국           | 프루덴셜 센터                             |
| 2011년 6월 23일  | 피츠버그         | 미국           | Petersen Events Center                    |
| 2011년 6월 24일  | 필라델피아       | 미국           | Wells Fargo Center                        |
| 2011년 6월 25일  | 언카스빌         | 미국           | Mohegan Sun Arena                         |
| 2011년 6월 28일  | 오번힐스         | 미국           | Palace of Auburn Hills                    |
| 2011년 6월 29일  | 토론토           | 캐나다         | 에어 캐나다 센터                          |
| 2011년 6월 30일  | 토론토           | 캐나다         | 에어 캐나다 센터                          |
| 2011년 7월 2일   | 몬트리올         | 캐나다         | 벨 센터                                   |
| 2011년 7월 3일   | 오타와           | 캐나다         | 스코티아뱅크 플레이스                     |
| 2011년 7월 5일   | 클리블랜드       | 미국           | 퀵큰론즈아레나                            |
| 2011년 7월 7일   | 밀워키           | 미국           |                                           |
| 201년 7월 13일   | 리자이나         | 캐나다         | Brandt Centre                             |
| 2011년 7월 14일  | 위니펙           | 캐나다         | MTS 센터                                  |
| 2011년 7월 16일  | 캘커리           | 캐나다         | Scotiabank Saddledome                     |
| 2011년 7월 17일  | 에드먼턴         | 캐나다         | 렉솔 플레이스                             |
| 2011년 7월 19일  | 벤쿠버           | 캐나다         | 로저스 아레나                             |
| 2011년 7월 20일  | 시애틀           | 미국           | 키아레나                                  |
| 2011년 7월 22일  | 포틀랜드         | 미국           | 로즈 가든                                 |
| 2011년 7월 23일  | 보이시           | 미국           | 타코 벨 아레나                            |
| 2011년 7월 25일  | 솔트레이크 시티  | 미국           | EnergySolutions Arena                     |
| 2011년 7월 26일  | 브룸필드         | 미국           | 1stBank Center                            |
| 2011년 7월 28일  | 그랜드프레리     | 미국           | Verizon Theater at Grand Prairie          |
| 2011년 7월 29일  | 휴스턴           | 미국           | 도요타 센터                               |
| 2011년 7월 30일  | 오스틴           | 미국           | Frank Erwin Center                        |
| 2011년 8월 3일   | 피닉스           | 미국           | Comerica Theatre                          |
| 2011년 8월 5일   | 로스앤젤레스     | 미국           | L.A. 라이브                               |
| 2011년 8월 6일   | 로스앤젤레스     | 미국           | L.A. 라이브                               |
| 2011년 8월 7일   | 로스앤젤레스     | 미국           | L.A. 라이브                               |
| 2011년 8월 9일   | 샌디에이고       | 미국           | Valley View Casino Center                 |
| 2011년 8월 12일  | 샌 조스          | 미국           | HP Pavilion at San Jose                   |
| 2011년 8월 13일  | 샌타바버라       | 미국           | 샌타바버라 볼                             |
| 2011년 8월 14일  | 샌타바버라       | 미국           | 샌타바버라 볼                             |
| 2011년 8월 17일  | 캔자스시티       | 미국           | 스프린트 센터                             |
| 2011년 8월 19일  | 내슈빌           | 미국           | 브리지스톤 아레나                         |
| 2011년 8월 20일  | 세인트루이스     | 미국           | 스콧트레이드센터                          |
| 2011년 8월 21일  | 로즈먼트         | 미국           | 올스테이트 아레나                         |
| 2011년 8월 23일  | 세인트폴         | 미국           | 엑셀 에너지 센터                          |
| 2011년 9월 1일   | 과달라하라       | 멕시코         | Auditorio Telmex                          |
| 2011년 9월 3일   | 멕시코시티       | 멕시코         | Palacio de los Deportes                   |
| 2011년 9월 5일   | 몬테레이         | 멕시코         | 아레나 몬테레이                           |
| 2011년 9월 7일   | 샌안토니오       | 미국           | AT&T 센터                                 |
| 2011년 9월 8일   | 뉴올리언스       | 미국           | 뉴올리언스 아레나                         |
| 2011년 9월 10일  | 루이스빌         | 미국           | KFC Yum! 센터                             |
| 2011년 9월 13일  | 콜럼버스         | 미국           | Value City Arena                          |
| 2011년 9월 14일  | 인디아나폴리스   | 미국           | Bankers Life Fieldhouse                   |
| 2011년 9월 16일  | 오마하           | 미국           | CenturyLink Center Arena                  |
| 2011년 9월 17일  | 털사             | 미국           | BOK 센타                                  |
| 남아메리카       |                  |                |                                           |
| 2011년 9월 23일  | 리우데자네이루   | 브라질         | Parque Olímpico Cidade do Rock            |
| 2011년 9월 25일  | 상파울루         | 브라질         | Chácara do Jockey                         |
| 2011년 9월 27일  | 부에노스아이레스 | 아르헨티나     | Estadio G.E.B.A.                          |
| 유럽             |                  |                |                                           |
| 201년 10월 12일  | 셰필드           | 영국           | 셰필드 아레나                             |
| 2011년 10월 14일 | 런던             | 영국           | 더 O2 아레나                              |
| 2011년 10월 15일 | 런던             | 영국           | 더 O2 아레나                              |
| 2011년 10월 18일 | 리버풀           | 영국           | 에코 아레나 리버풀                        |
| 2011년 10월 19일 | 카디프           | 영국           | 모토포인트 아레나 카디프                  |
| 2011년 10월 24일 | 벨파스트         | 영국           | 오디세이 아레나                           |
| 2011년 10월 26일 | 버밍험           | 영국           | 네셔널 인도어 스타디움                    |
| 2011년 10월 27일 | 뉴캐슬           | 영국           | 메트로 라디오 아레나                      |
| 2011년 10월 29일 | 애버딘           | 영국           | Press & Journal Arena                     |
| 2011년 10월 31일 | 맨체스터         | 영국           | 맨체스터 이브닝 뉴스 아레나               |
| 2011년 11월 1일  | 글래스고         | 영국           | Scottish Exhibition and Conference Centre |
| 2011년 11월 3일  | 글래스고         | 영국           | Scottish Exhibition and Conference Centre |
| 2011년 11월 4일  | 글래스고         | 영국           | Scottish Exhibition and Conference Centre |
| 2011년 11월 5일  | 노팅험           | 영국           | Capital FM Arena Nottingham               |
| 2011년 11월 7일  | 더블린           | 아일랜드       | 더 O2                                     |
| 2011년 11월 8일  | 더블린           | 아일랜드       | 더 O2                                     |
| 북아메리카       |                  |                |                                           |
| 2011년 11월 15일 | 하트퍼드         | 미국           | XL 센터                                   |
| 2011년 11월 16일 | 뉴욕             | 미국           | 매디슨 스퀘어 가든                        |
| 2011년 11월 19일 | 라스베가스       | 미국           | Mandalay Bay Events Center                |
| 2011년 11월 21일 | 오클랜드         | 미국           | 오라클 아레나                             |
| 2011년 11월 22일 | 로스앤젤레스     | 미국           | 스테이플스 센터                           |
| 2011년 11월 23일 | 로스앤젤레스     | 미국           | 스테이플스 센터                           |
| 아시아           |                  |                |                                           |
| 2012년 1월 19일  | 보고르           | 인도네시아     | SICC Auditorium                           |
| 2012년 1월 22일  | 파사이           | 필리핀         | SM Mall of Asia Concert Grounds           |